# Crescent Springs (Kentucky)
Pour les articles homonymes, voir Crescent Springs.
Crescent Springs est une ville américaine située dans le comté de Kenton, dans le Kentucky. Selon le recensement de 2020, sa population est de 4 319 habitants.